# 小枝のめちゃええかんじ
『小枝のめちゃええかんじ』（こえだのめちゃええかんじ）は、東海ラジオ放送で放送されていた土曜日午前のラジオワイド番組。1994年9月3日開始、1997年4月5日終了。
放送時間は毎週土曜日　9:20 - 12:00（JST）。

## パーソナリティ
- 桂小枝
- 麻創けい子
  - 名古屋を拠点に活動する劇作家。しかし出身は大阪府[2]。二級建築士の免許を持つ[3]。

## 概要
1994年7月30日を以って突然終了した前番組『あなたの土曜日 真季子とともに』に代わり、同年8月中のつなぎ番組『ホリデースペシャル』を一か月間はさんだ後にスタート。本番組の基本コンセプトは「人生応援ワイド」。この番組のスタート当初のコンセプトについては「『キラキラと輝いていまっか？』を合言葉に人間らしさ、優しさをテーマにした大人向けバラエティ」と紹介されている。「喜怒哀笑」を基に「感動のある番組を目指して」スタートしたとしている。

### 阪神・淡路大震災被災地支援
本番組放送期間中の1995年1月17日に阪神・淡路大震災が発生。小枝の地元の西宮市も被災したことから、本番組全体で被災地の支援活動に立ち上がり、リスナーに了解を求めて、リスナーの名前で旅行用使い捨て下着を被災地に送る活動を開始。その後被災地の小学校に文具券を贈る活動に変わり、これは毎週一校を対象に1997年4月5日の最終回まで続けた。
その後番組では「がんばれ！神戸」ステッカーを製作、震災から一年経った1996年1月20日の放送で、神戸を応援する気持ちをステッカーに託して車に貼ってもらえませんかと呼び掛けたところ、東海ラジオ本社東玄関にはステッカーを求める車の列が出来たという。

## 主なコーナー
ドラマ・人生泣き笑い
- リスナーから寄せられた中から選ばれたお便りを基にしたものを麻創けい子が脚色してドラマ化し、小枝と二人で演じた。本編の前には、毎回本番組のテーマ曲に乗せて朗読するイメージポエムから始まっていた[2]。

人生の一行詩
うちのお父さん
- 他
- ニュース （10:53頃、11:53頃）
- 天気予報 （10:56頃、11:56頃）
- 交通情報 （9:50頃、10:50頃、11:50頃）

## 番組本
- 人生・ドラマやなぁ! 小枝のめちゃええかんじ （東海ラジオ放送 編、七賢出版、1995年5月 刊）